# Baby It's You (manga)
Baby It's You è un manga one-shot scritto e illustrato dalla mangaka Wataru Yoshizumi. La storia, rivolta ad un giovane pubblico femminile, è una commedia romantica edita da Shūeisha nel 2006. In Italia il manga è stato inserito nel volumetto PxP e distribuito da Planet Manga.

## Trama
Kumi Nagumo è la più brava attaccante del club di pallavolo della scuola, ma da quando si è presa una cotta per il professor Tadashi Fukamachi (dove tra i due c'è stato un bacio), è assillata da dubbi. L'uomo infatti si comporta con lei come se nulla fosse successo e in più compare anche Hikari Takamura, che afferma di essere la fidanzata del professore.